# L'imperfetto (video)
L'imperfetto è una VHS pubblicata nel 1994 da Renato Zero contenente sei videoclip delle canzoni dell'album omonimo.

## Video
1. Amando amando
2. Felici e perdenti
3. Nei giardini che nessuno sa
4. Roma malata
5. Bella gioventù
6. Ancora gente (verrà pubblicato nel 1995 nel cd Sulle tracce dell'imperfetto)